# Stojan Sawow
Stojan Genow Sawow (bułg. Стоян Генов Савов, ur. 23 czerwca 1924 w Lesiczowie, zm. 6 stycznia 1992 tamże) – zastępca ministra spraw zagranicznych Ludowej Republiki Bułgarii (1973-1990).

## Życiorys
W 1939 podczas nauki w gimnazjum wstąpił do Związku Młodzieży Robotniczej, członek gimnazjalnej organizacji tego związku, w 1941 wydalony ze szkoły, po czym wrócił do rodzinnej wsi i podjął działalność podziemną. W 1943 na krótko zatrzymany przez policję, po czym wstąpił do oddziału partyzanckiego, a 1944 do BPK. Po 9 września 1944 uczestnik wojny bułgarsko-niemieckiej, od grudnia 1944 do września 1945 elew szkoły oficerskiej, od stycznia 1947 funkcjonariusz służby bezpieczeństwa KDS, a 1 czerwca 1951 kapitan. Absolwent szkoły MGB ZSRR (1952), od 29 kwietnia 1952 major. Od stycznia 1954 do 1955 szef Wydziału I Zarządu I Bezpieczeństwa Państwowego Ministerstwa Spraw Wewnętrznych Bułgarii, między 1955 a 1956 pracownik rezydentury MSW Bułgarii w Belgradzie, od 3 maja 1956 podpułkownik, w latach 1956-1957 rezydent MSW w Atenach. W latach 1957–1958 funkcjonariusz Zarządu II BP MSW Bułgarii, w latach 1958-1963 pracownik rezydentury MSW Bułgarii w Bejrucie, 16 kwietnia 1962 awansowany na pułkownika, od marca 1963 do lipca 1965 szef wydziału Zarządu I KDS MSW. Od lipca 1965 do kwietnia 1966 szef wydziału Zarządu I KDS przy Radzie Ministrów Bułgarii, w latach 1966-1967 zastępca szefa Zarządu I KDS, później (1967-1969) rezydent KDS w Atenach, a od lutego 1969 do lutego 1972 ponownie rezydent MSW Bułgarii w Atenach. Od 19 lipca 1972 do 16 lipca 1973 szef Pierwszego Głównego Zarządu Bezpieczeństwa Państwowego MSW Bułgarii, 5 września 1972 mianowany generałem majorem, następnie generałem porucznikiem, od 16 lipca 1973 do 1990 zastępca ministra spraw wewnętrznych Bułgarii, jednocześnie zastępca członka KC BPK, 1 lipca 1990 zwolniony ze służby. Zastrzelił się.

## Odznaczenia
- Order Ludowej Republiki Bułgarii I klasy (1974)
- Order 9 września 1944 (1964)
- Krzyż Za Waleczność
- Order Przyjaźni Narodów (1974)
- Order Wolności Narodowej 1941-1944 (trzykrotnie - 1948, 1952 i 1959)

I medale oraz odznaczenia resortowe.